# Punta Sur (Cozumel)

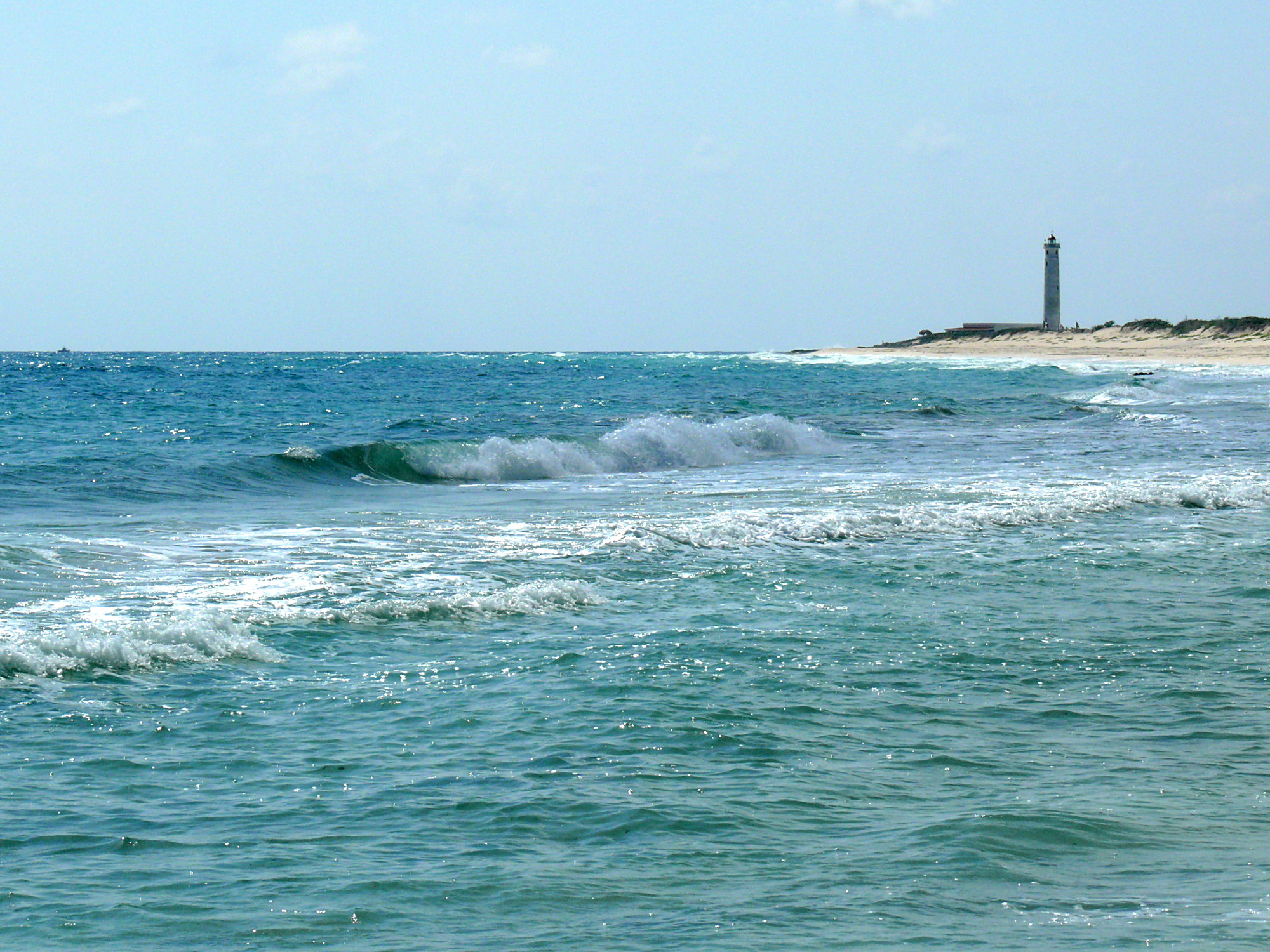
Punta Sur, Cozumel.

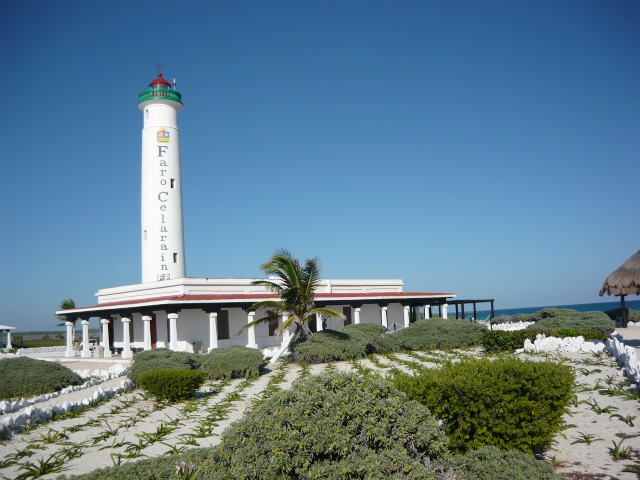
Faro Celarain, en Punta Sur.

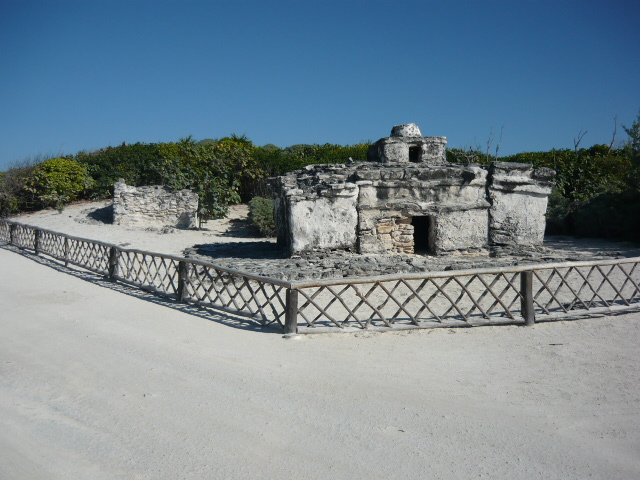
Tumba del Caracol, Punta Sur.

Punta Sur (también se llama Punta Celaráin) es el extremo sur de la isla de Cozumel en el estado de Quintana Roo, en México. Es el cabo yuxtapuesto en la isla de Cozumel, al de Punta Molas, en el extremo nor-oriental.
Forma parte del Parque nacional Punta Sur, una zona protegida insular que cubre las playas, lagunas, la selva baja, los manglares y el arrecife coralino que rodea el lugar. Tiene una dimensión aproximada de 1 km². El Faro de Celarain está situado en el promontorio extremo de la Punta y en el edificio construido para dar servicios al faro se encuentra un museo náutico que ofrece información de la historia del lugar.
Al noroeste del faro se encuentra la llamada Tumba del Caracol, un vestigio arqueológico dedicado a Ixchel, deidad de la cultura maya. Esta estructura, construida por los mayas en el periodo posclásico está dotado de una cúpula que a su vez estuvo recubierta de caracoles marinos que producían un zumbido con los vientos fuertes. Funcionaba el conjunto como una especie de alarma, advirtiendo sobre la intensidad de los vientos en la isla.
Algunas de las playas extensas y arenosas están protegidas para permitir el desove de las tortugas de mar. Se han construido torretas de observación en algunas de las lagunas para permitir el estudio de las especies. En Punta Sur se encuentra también la zona de buceo llamada Garganta del Diablo.
Se permite el acceso controlado al área en vehículos.
El Faro de Celarain está situado en el promontorio extremo de la Punta y en el edificio construido para dar servicios al faro.  